# كارلينفيل
كارلينفيل (إلينوي) (بالإنجليزية: Carlinville, Illinois)‏ هي مدينة تقع في الولايات المتحدة في إلينوي.

## التركيبة السكانية
حدّد مكتب تعداد الولايات المتحدة بيانات التركيبة السكانية لكارلينفيل في تعداد الولايات المتحدة. في ما يلي، التركيبة السكانية حسب تعدادي 2000 و2010.

### تعداد عام 2000
بلغ عدد سكان كارلينفيل 5,685 نسمة بحسب تعداد عام 2000، وبلغ عدد الأسر 2,125 أسرة وعدد العائلات 1,393 عائلة مقيمة في المدينة. في حين سجلت الكثافة السكانية 651.9 نسمة لكل كيلومتر مربع (1,688.4/ميل2). وبلغ عدد الوحدات السكنية 2,289 وحدة بمتوسط كثافة قدره 262.5 لكل كيلومتر مربع (679.9/ميل2).
وتوزع التركيب العرقي للمدينة بنسبة 97.01% من البيض و1.50% من الأمريكيين الأفارقة و0.25% من الأمريكيين الأصليين و0.26% من الأمريكيين ذوي الأصول الآسيوية و0.02% من سكان جزر المحيط الهادئ و0.23% من الأعراق الأخرى و0.74% من عرقين مختلطين أو أكثر و0.76% من الهسبانيون أو اللاتينيون من أي عرق.
بلغ عدد الأسر 2,125 أسرة كانت نسبة 33.8% منها لديها أطفال تحت سن الثامنة عشر تعيش معهم، وبلغت نسبة الأزواج القاطنين مع بعضهم البعض 50.3% من أصل المجموع الكلي للأسر، ونسبة 11.3% من الأسر كان لديها معيلات من الإناث دون وجود شريك،  بينما كانت نسبة 3.9% من الأسر لديها معيلون من الذكور دون وجود شريكة وكانت نسبة 34.4% من غير العائلات. تألفت نسبة 30.1% من أصل جميع الأسر من عدة أفراد يعيشون في نفس المنزل ونسبة 15.9% كانت تتألف من شخص يعيش بمفرده يبلغ من العمر 65 عاماً أو أكثر. وبلغ متوسط حجم الأسرة المعيشية 2.38، أما متوسط حجم العائلات فبلغ 2.96.
بلغ العمر الوسطي للسكان 36.9 عاماً. وكانت نسبة 23.3% من القاطنين تحت سن الثامنة عشر، وكانت نسبة 6.6% بين الثامنة عشر والرابعة والعشرين عاماً، ونسبة 24.4% كانت واقعةً في الفئة العمرية ما بين الخامسة والعشرين والرابعة والأربعين عاماً، ونسبة 18.9% كانت ما بين الخامسة والأربعين والرابعة والستين، ونسبة 15.9% كانت ضمن فئة الخامسة والستين عاماً فما فوق. يوجد لكل 100 أنثى 91.3 ذكر، ويوجد لكل 100 أنثى في الثامنة عشر من عمرها فما فوق 85.4 ذكر.
بلغ متوسط دخل الأسرة في المدينة 34,259 دولارًا، أما متوسط دخل العائلة فبلغ 39,693 دولارًا. وكان متوسط دخل الذكور 35,137 دولارًا مقابل 21,286 دولارًا للإناث. وسجل دخل الفرد الخاص بالمدينة 16,663 دولارًا. وكانت نسبة 9% من العائلات ونسبة 12.5% من السكان تحت خط الفقر، وكان من هؤلاء نسبة 18.7% تحت سن الثامنة عشر ونسبة 14.6% في الخامسة والستين من العمر وما فوق.

### تعداد عام 2010
بلغ عدد سكان كارلينفيل 5,917 نسمة بحسب تعداد عام 2010، وبلغ عدد الأسر 2,431 أسرة وعدد العائلات 1,433 عائلة مقيمة في المدينة. في حين سجلت الكثافة السكانية 678.6 نسمة لكل كيلومتر مربع (1,757.6/ميل2). وبلغ عدد الوحدات السكنية 2,615 وحدة بمتوسط كثافة قدره 299.9 لكل كيلومتر مربع (776.7/ميل2).
وتوزع التركيب العرقي للمدينة بنسبة 96.45% من البيض و1.50% من الأمريكيين الأفارقة و0.20% من الأمريكيين الأصليين و0.46% من الأمريكيين ذوي الأصول الآسيوية و0.02% من سكان جزر المحيط الهادئ و0.42% من الأعراق الأخرى و0.95% من عرقين مختلطين أو أكثر و1.08% من الهسبانيون أو اللاتينيون من أي عرق.
بلغ عدد الأسر 2,431 أسرة كانت نسبة 27.8% منها لديها أطفال تحت سن الثامنة عشر تعيش معهم، وبلغت نسبة الأزواج القاطنين مع بعضهم البعض 42.7% من أصل المجموع الكلي للأسر، ونسبة 11.1% من الأسر كان لديها معيلات من الإناث دون وجود شريك،  بينما كانت نسبة 5.1% من الأسر لديها معيلون من الذكور دون وجود شريكة وكانت نسبة 41.1% من غير العائلات. تألفت نسبة 34.7% من أصل جميع الأسر من عدة أفراد يعيشون في نفس المنزل ونسبة 16.6% كانت تتألف من شخص يعيش بمفرده يبلغ من العمر 65 عاماً أو أكثر. وبلغ متوسط حجم الأسرة المعيشية 2.23، أما متوسط حجم العائلات فبلغ 2.85.
بلغ العمر الوسطي للسكان 37.9 عاماً. وكانت نسبة 20.7% من القاطنين تحت سن الثامنة عشر، وكانت نسبة 14.3% بين الثامنة عشر والرابعة والعشرين عاماً، ونسبة 23% كانت واقعةً في الفئة العمرية ما بين الخامسة والعشرين والرابعة والأربعين عاماً، ونسبة 23.8% كانت ما بين الخامسة والأربعين والرابعة والستين، ونسبة 18.2% كانت ضمن فئة الخامسة والستين عاماً فما فوق. وتوزع التركيب الجنسي للسكان بنسبة 48.1% ذكور و51.9% إناث.

## أعلام
- تشارلز روبرتسون
- جون ماكاولي بالمر
- ماري هنتر أوستن
- والتر ستراتون أندرسون